# WMS产业
WMS产业有限公司（WMS Industries, Inc.）是美国电子游戏与娱乐公司，开发设施位于伊利诺斯芝加哥。2013年公司被科学游戏全资收购。公司的主要经营子公司有WMS游戏和威廉姆斯互动。WMS最早可追溯到哈瑞·H·威廉姆斯在1943年创立的威廉姆斯制造（Williams Manufacturing Company）。不过今天名为WMS产业的公司则是从1974年正式建立的威廉姆斯电子有限公司（Williams Electronics, Inc.）开始。

## 历史
威廉姆斯最初生产弹球机。1964年威廉姆斯被点唱机制造商Seeburg收购，并重组为威廉姆斯电子生产部。1973年公司分离，以《乓》仿制游戏《回力球》（Paddle Ball）涉足参与投币式街机。1974年威廉姆斯电子有限并入Delaware，成为Seeburg的圈子子公司，并取代了之前的实体。威廉姆斯在1987年公开上市时将母体名改为WMS产业有限。WMS是威廉姆斯（Williams）的缩写，并用其作为纽约证券交易所股票代码。公司于1988年收购竞争者Bally/Midway，后在连同电子游戏业务在1998年重新分拆。公司1999年关闭弹球部门。
WMS在1994年进入纺轴式老虎机业务，并在1996年制造了首台大卖的“多行，多投币二次奖励”的卡西诺老虎机“Reel' em In”。公司之后又制做了“Jackpot Party”“Boom”和“Filthy Rich”等一系列类似游戏。公司软件在2001年暴露玩家不付款即可盈利的漏洞。产业巨头 IGT也控告WMS的纺轴游戏侵犯专利，裁判结果要求WMS限制其纺轴游戏家族的灵活性。然而公司在2001年制造了Monopoly主题系列投币机。此后WMS游戏获得《Top Gun, The Wizard of Oz》、《Star Trek》和《指环王》等知名品牌的博弈机授权。WMS游戏还在2003年创造了新视频操作平台CPU-NXT。
WMS产业在2013年被科学游戏收购，成为其子公司。